# Mount Vernon (Oregón)
Mount Vernon (también, Mt Vernon) es una ciudad situada en el condado de Grant, Oregón, Estados Unidos. Tiene una población estimada, a mediados de 2022, de 552 habitantes.

## Geografía
La localidad está ubicada en las coordenadas 44°25′01″N 119°06′47″O / 44.41694, -119.11306 (44.416897, -119.113174).

## Demografía
Según el censo de 2000, en ese momento los ingresos medios de los hogares eran de $31,635 y los ingresos medios de las familias eran de $32,083. Los hombres tenían ingresos medios por $33,611 frente a los $17,292 que percibían las mujeres. Los ingresos per cápita para la localidad eran de $13,241. Alrededor del 13.8% de la población estaba por debajo de la línea de pobreza.
De acuerdo con la estimación 2017-2021 de la Oficina del Censo, los ingresos medios de los hogares son de $60,625 y los ingresos medios de las familias son de $82,788. Alrededor del 11.4% de la población está por debajo de la línea de pobreza.